# Armas Launis
Armas Launis, fino al 1900 con il cognome Lindberg (Hämeenlinna, 22 aprile 1884 – Nizza, 7 agosto 1959), è stato un compositore, etnomusicologo, giornalista e pedagogo finlandese.

## Il compositore
Essenzialmente compositore di opere liriche, Launis ne annovera dieci (libretto e musica) nel suo repertorio.
Tra queste furono rappresentate le seguenti:
- In Finlandia
  - In versione scenica I sette fratelli (1913), prima opera comica finlandese e Kullervo (1917)
  - In versione concertistica Aslak Hetta (2004, Palazzo Finlandia, direzione Sakari Oramo)
- In Francia
  - In versione scenica Kullervo (1940, Nizza, Palais de la Méditerranée) ritrasmessa su radio Paris-Inter e Radio Monte Carlo (1938-1940).
  - Jéhudith in versione abbreviata radiotrasmessa (Paris-Inter 1954)

Il suo repertorio comprende anche composizioni di musica da camera, cantate, corali, suites per orchestra e la colonna sonora del primo film etnografico finlandese, Un matrimonio in Carelia, paese della poesia (1921).

## L'etno-musicologo
Launis è stato uno dei primi a ricercare e a raccogliere le melodie della musica popolare. Viaggiatore solitario e appassionato, dalla mente curiosa e aperta all'ascolto degli altri, si recò più volte in Lapponia (1904, 1905, 1922), a Kainu (1902), in Ingria (1903, 1906), in Carelia (1902, 1905), in Estonia (1930). Era sempre pronto a parlare con la gente del luogo, ad ascoltarli, ad annotare le melodie. Registrò anche le voci di famosi cantanti, di prefiche, di suonatori di kantele. Launis si rese conto della ricchezza e del dinamismo della poesia cantata, dell'importanza della cultura popolare. A tutt'oggi fanno testo le numerose pubblicazioni e il frutto delle sue ricerche, che hanno così arricchito il patrimonio nazionale.
In seguito viaggiò e soggiornò in Nordafrica, interessandosi alle musiche beduine, arabe e berbere, che diedero una nuova ispirazione alla sua musica (le opere Theodora e Jehudith).

## Il pedagogo
Dottore in Lettere (1911), docente universitario, egli insegnò dal 1915 al 1922 analisi musicale e composizione all'Università di Helsinki. Perfezionò gli studi a Berlino (Wilhelm Klatte) e a Weimar (Waldemar von Baussnem). Fautore dell'insegnamento musicale per tutti, creò i primi conservatori popolari in Finlandia, tuttora esistenti, che diresse fino al 1930.
Nel 1920, lo Stato finlandese gli riconobbe il pensionamento a vita con facoltà di vivere all'estero.

## Il giornalista
Desediroso di mantenere i contatti con la propria patria, Launis fu corrispondente regolare del Helsingin Sanomat, dell'Uusi Suomi e Suomen Kuvalehti, nonché membro fondatore della Société de la presse étrangère della Costa Azzurra e giornalista dell'Association française d'expansion et d'échanges artistiques. Stabilitosi definitivamente in Francia, a Nizza, fin dal 1930, partecipò attivamente agli scambi musicali e culturali tra la Francia e la Finlandia.

## Produzione

### Le opere liriche
- I sette fratelli (1903)
- Kullervo (1917)
- Aslak Hetta
- Il canto della streghe
- Lo scialle careliano (1917)
- L'estate che non venne mai (1936)
- Jéhudith (1937-1940)
- C'era una volta (1939)
- Théodora (1939)
- Le fiamme gelide (1957)

### Libri
- Über Art, Entstehung und Verbreitung des estnisch-finnischen Runenmelodien (1910)
- Ooppera ja puhenäytelmä: muutamia vertailevia piirteitä (1915)
- Esivanhempieni muisto 1500-1900 (1921)
- Aslak Hetta: 3 näytöksinen ooppera (libretto-1921)
- Kaipaukseni maa.Lapinkävijän muistoja (1922)
- Murjaanien maassa (1927)
- Suomen maaseutukaupunkien kansankonservatoriot (1927)
- Erään Turumaalaisen saaristolaisuvun vaiheita (1929)
- Tunturisävelmiä etsimässä. Lapissa 1904 ja 1905. (Minna-Riikka Järvinen, 2004)

### Raccolte di melodie
- Lappische Juoigos-Melodien (1908) (Mélodies lapones)
- Suomen kansan sävelmiä IV: Inkerin runosävelmät (1910)
- Suomen partioväen laulukirja (1917)
- Suomen kansan sävelmiä IV: II Karjalan runosävelmät (1930)
- Eesti runoviisid (Tartto 1930)

### Articoli
- Runosävelmistä (Kalevalaseuran vuosikirjaI, 1921)
- Kullervo-oopperan esihistoriaa (Kalevalaseuran vuosikirja I, 1921)
- Saamein säveleitä etsimässä (Kalevalaseuran vuosikirja 2, 1922)
- Muuan karjalainen kanteleensoittaja (Kalevala seuran vuosikirja, 1923)